# Distrito de Coasa
El distrito de Coasa (históricamente llamado distrito de Coaza) es uno de los diez que conforman la provincia de Carabaya, ubicada en el departamento de Puno, en el Sudeste del Perú.
Desde el punto de vista jerárquico de la Iglesia católica forma parte de la Prelatura  de Ayaviri en la Arquidiócesis de Arequipa.

## Demografía
La población estimada en el año 2017 es fue de 6 433 habitantes.

## Etimología
Coaza, viene de la palabra quechua compuesta Oqhu-huasa lo cual puede evidenciarse en el escudo de dicho distrito, que tiene como significado "loma pantanosa", asimismo, varios documentos antiguos la llaman Oc'oasa tan recientemente como en el siglo XVIII.

## Economía
Su potencial económico fue tener en su seno una parte de la selva de Carabaya, en su territorio se encuentran algunos de los centros auríferos de mayor importancia de esta provincia como es el caso de Cacsili, al que se tiene acceso por Ituata.

## Personas destacadas
Uno de sus hombres más insignes fue Martín Chambi Jiménez, un mestizo de la primera mitad del siglo XX que diera su aporte al arte gráfico nacional retratando al indio peruano y sus vivencias con la jerarquía que la historia le debe.
Se cree que el General Goicochea presidente de facto del siglo XIX, habría nacido también en Coasa, los biógrafos de este personaje no lo dicen explícitamente, excepto que nació en las "alturas de Puno".

## Autoridades

### Municipales
- 2023 - 2017[3]
  - Alcalde: Jesús Neftali Choquenaira Málaga,[4] del Movimiento de Integración y Revolución Andina.
  - Regidores:

  1. Wilian Alberto Muñoz Ponce
  2. Dina Merma Narezo
  3. Salomino Maximo Zarate Laza
  4. Virginia Turpo Lazarte